# 弗羅斯特火山
55°04′55″N 162°48′50″W / 55.082°N 162.814°W

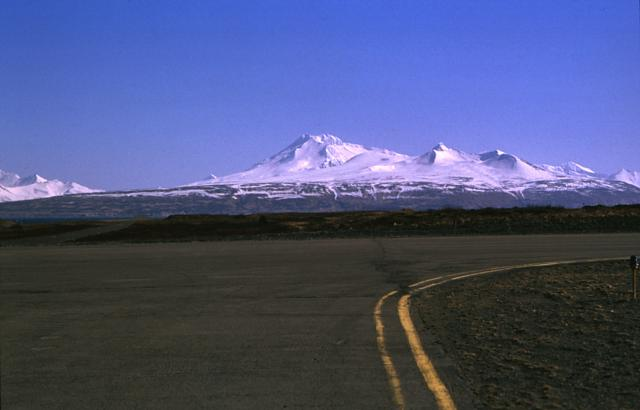

弗羅斯特火山是美國的火山，位於阿拉斯加半島，由阿拉斯加州負責管轄，屬於阿留申山脈的一部分，海拔高度2,012米，該火山在全新世時期形成。